# Ígor Moiséyev

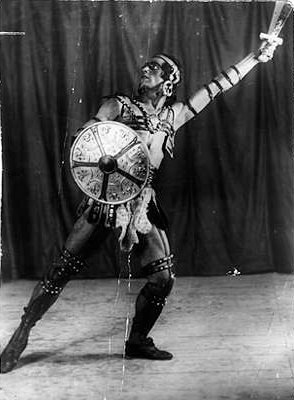
Ígor Moiséyev en el ballet Salambo (1932)

Ígor Aleksándrovich Moiséyev (en ruso: И́горь Алекса́ндрович Моисе́ев; Kiev, 8 de enero de 1906-Moscú, 2 de noviembre de 2007) fue un coreógrafo y bailarín ruso, uno de los más aclamados del siglo XX.

## Biografía
En 1924. se graduó en el ballet del Teatro Bolshói, donde bailó hasta 1939. Su primera coreografía en el Bolshói fue Futbolista (1930) y la última Espartaco (1954), en una versión propia basada en el libreto de Nikolái Vólkov, con música de Aram Jachaturián.
Desde principios de la década de 1930, dirigió desfiles acrobáticos en la Plaza Roja de Moscú. En 1936, el presidente del Consejo de Comisarios del Pueblo de la Unión Soviética, Viacheslav Mólotov, lo nombró para dirigir  una nueva compañía de danza, conocida desde entonces como el Ballet Moiséyev.
Montó cerca de 200 coreografías para la compañía, algunas humorísticas representando el juego del fútbol y la guerra de guerrillas. Después de visitar Bielorrusia, realizó la coreografía de una danza del país, Bulba (patata), que con el tiempo se ha convertido en una danza tradicional bielorrusa. Según la Enciclopedia Británica, su trabajo es especialmente admirado «por el equilibrio que mantuvo entre la danza folclórica auténtica y la eficacia teatral».
Hoy en día, el repertorio del Ballet Ígor Moiséyev incluye obras coreográficas de Moiséyev, a partir de 1937. Aproximadamente, hay cerca de 300 obras originales suyas.
Ballets de un acto:
- Danzas polovtsianas (música de Aleksandr Borodín)
- En la pista de patinaje (música de Johann Strauss)
- Una noche en el Monte Pelado (música de Modest Músorgski)
- Balada española (música de Pablo Luna)
- Velada en la taberna

Suites de baile:
- Suite de danzas rusas
- Suite de danzas moldavas
- Suite de danzas mexicanas
- Suite de danzas griegas
- Suite judía
- Suite náutica

Danzas escénicas:
- Fútbol
- Guerrillas
- Día del trabajo
- Los bufones (música de Nikolái Rimski-Kórsakov) y muchos otros bailes.

Moiséyev fue nombrado Artista del Pueblo de la URSS en 1953, Héroe del Trabajo Socialista en 1976, recibió el Premio Lenin en 1967, en cuatro ocasiones —1942, 1947, 1952, 1985— el Premio Estatal de la Unión Soviética, el Premio Estatal de la Federación de Rusia en 1996, además de otros muchos premios y condecoraciones en la Unión Soviética-Rusia, España (Orden del Mérito Civil, 1996) y otros once países.
Después de tres días inconsciente en el hospital, murió por insuficiencia cardíaca el 2 de noviembre de 2007, a los 101 años de edad.